# Czerwona Góra (Góry Świętokrzyskie)
Czerwona Góra – wzniesienie (328 m n.p.m.) w Paśmie Bolechowickim Gór Świętokrzyskich. Znajduje się kilkaset metrów na zachód od drogi wojewódzkiej nr 762 z Kielc do Chęcin, naprzeciw cementowni w Nowinach. U stóp góry po stronie północnej ulokowana jest jaskinia Raj, natomiast w zboczu północno-wschodnim Jaskinia na Czerwonej Górze.

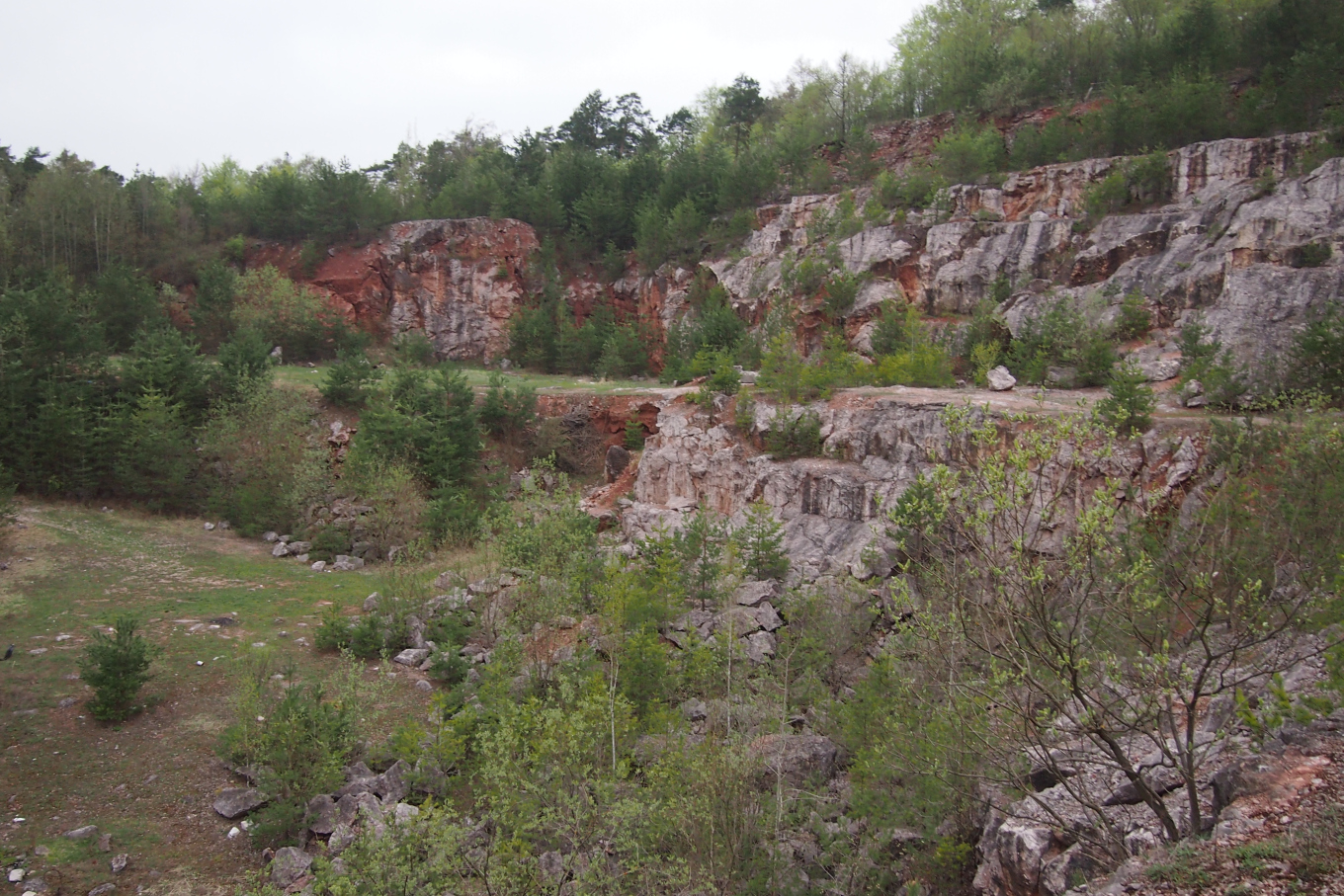
Kamieniołom Zygmuntówka

Wzniesienie zbudowane jest z wapieni dewońskich (fran) przykrytych zlepieńcami cechsztyńskimi, zwanymi potocznie zlepieńcami zygmuntowskimi. Te ostatnie składają się z tkwiących w wiśniowym cieście skalnym otoczaków przeważnie wapieni dewońskich.
Na stoku południowo-zachodnim znajduje się nieczynny współcześnie kamieniołom Zygmuntówka. Pierwsze ślady eksploatacji skał w tym miejscu pochodzą sprzed XVI w. Wzniesienie nosiło w tym czasie nazwę Jarzeniec (lub Jarzmaniec). W 1643 r. wyciosano tu kolumnę, na której ustawiono posąg Zygmunta III Wazy (stąd nazwa zlepieńców zygmuntowskich), znajdujący się na placu Zamkowym w Warszawie. W 1885 zastąpiono ją nową kolumną z fińskiego granitu rapakiwi. Kolumna z Czerwonej Góry spoczywa obecnie w lapidarium Zamku Królewskiego w Warszawie.
Przez wzniesienie przebiega czerwony szlak turystyczny z Chęcin do Kielc.